# Modena Football Club 2018 2018-2019
Questa voce raccoglie le informazioni riguardanti il Modena Football Club 2018 Società Sportiva Dilettantistica nelle competizioni ufficiali della stagione 2018-2019.

## Stagione
Il Modena rinasce nell'estate 2018 dopo il fallimento dell'era di Antonio Caliendo. Il sindaco della città, Gian Carlo Muzzarelli, decide di dare il compito della rinascita del nuovo Modena a Romano Sghedoni, Romano Amedei e a Carmelo Salerno, quest'ultimo come presidente; in seguito si aggiungeranno anche Gian Lauro Morselli e Paolo Galassini come soci. Come direttore sportivo viene scelto Doriano Tosi, come allenatore Luigi Apolloni. Viene creata una nuova rosa, con capitano Armando Perna.
La squadra inizia la preparazione verso la fine di luglio, per poi andare in ritiro a Fanano e a Montefiorino. Il 29 agosto, ai Giardini Ducali di Modena, viene presentata la squadra per l'imminente campionato di Serie D, alla presenza del primo cittadino Muzzarelli, del presidente dell'Emilia-Romagna Stefano Bonaccini, dai proprietari Amedei, Sghedoni, Morselli e Galassini e del presidente Salerno, con la conduzione di Marco Nosotti e di Laura Miuccia Padovani.
Il 10 gennaio 2019 il tecnico Apolloni, all'indomani del diciannovesimo turno di campionato, viene esonerato dopo la pesante sconfitta a Carpaneto Piacentino, nonostante la squadra sia ancora prima in classifica; al suo posto viene scelto Alberto Bollini. Inizia quindi una rincorsa tra Modena e Pergolettese, che finiscono la stagione regolare a pari merito al primo posto nel girone D.
Dopo la sconfitta a Novara nello spareggio valido per la promozione diretta, contro la stessa compagine cremasca, Bollini viene esonerato e, nello stesso giorno, viene inizialmente nominato il vice Christian Ferrante come allenatore in vista dei play-off. Tuttavia nella giornata seguente la società affida la squadra, per i soli play-off, a Roby Malverti , già allenatore della formazione Juniores. Il 15 maggio il direttore sportivo Tosi annuncia le sue dimissioni al termine della stagione sportiva, che si conclude con la vittoria dei play-off e il successivo ripescaggio in Serie C a completamento degli organici.

## Divise e sponsor
La prima maglia è come da prassi di colore giallo, con due righe blu di diverso spessore poco sopra l'orlo inferiore (con all'interno l'hashtag della rinascita #FinalmenteIlModena ripetuto più volte), nonché sulle maniche e a connotare il colletto. Anche le divise di cortesia riprendono questo schema (seconda maglia blu con righe gialle, terza bianca con una riga gialla e una blu).
Lo sponsor principale è la cantina Giacobazzi Vini, affiancato da Sau come secondary sponsor e da BlueRed come back sponsor. Torna lo sponsor sui pantaloncini Riacef già presente nelle ultime due stagioni. Fornitore tecnico è Kappa, al primo anno di collaborazione con il club canarino.
| Casa | Trasferta | Terza divisa |

## Organigramma societario
Area direttiva
- Presidente: Carmelo Salerno
- Vicepresidente: Alberto Lotti
- Consigliere di amministrazione: Romano Sghedoni

Area organizzativa
- Direttore sportivo: Doriano Tosi
- Segretario generale: Andrea Russo
- Responsabile settore giovanile: Vittorio Cattani

Area comunicazione
- Responsabile comunicazione: Marcello Tosi
- Segreteria sportiva: Stefano Casolari
- Front desk e reception: Francesca Fogliani

Area marketing
- Responsabile marketing: Simone Palmieri

Area tecnica
- Allenatori: Luigi Apolloni, poi Alberto Bollini, poi Roby Malverti
- Allenatori in seconda: Massimiliano Nardecchia, poi Christian Ferrante, poi Alessandro Brandoli
- Preparatore atletico: Mattia Spoltore
- Preparatore dei portieri: Antonio Razzano
- Preparatore addetto recupero infortunati: Massimo Poli

Area sanitaria
- Responsabile sanitario: Giuseppe Loschi
- Medico sociale: Alessandro Bellucci
- Fisioterapisti: Riccardo Levrini, Francesco Ferraguti, Filippo Lori

Staff
- Magazzinieri: Andrea Carra, Claudio Pifferi
- Delegato alla sicurezza: Stefano Zoboli

## Rosa
| N. |                    | Ruolo | Calciatore          |
| -- | ------------------ | ----- | ------------------- |
| 1  | Italia (bandiera)  | P     | Mattia Piras        |
| 2  | Italia (bandiera)  | D     | Davide Cortinovis   |
| 3  | Italia (bandiera)  | D     | Riccardo Pettinà    |
| 4  | Italia (bandiera)  | C     | Giacomo Pettarin    |
| 5  | Italia (bandiera)  | D     | Emilio Dierna       |
| 6  | Nigeria (bandiera) | C     | Rabiu Oyndamola     |
| 7  | Italia (bandiera)  | C     | Filippo Bellini     |
| 8  | Italia (bandiera)  | C     | Andrea Boscolo Papo |
| 9  | Italia (bandiera)  | A     | Carlo Ferrario      |
| 10 | Italia (bandiera)  | A     | Fabio Lauria        |
| 10 | Italia (bandiera)  | A     | Antonio Letizia     |
| 11 | Italia (bandiera)  | A     | Marco Sansovini     |
| 12 | Senegal (bandiera) | P     | Fallou Dieye        |
| 13 | Italia (bandiera)  | D     | Simone Gozzi        |
| 14 | Italia (bandiera)  | D     | Enrico Zanoni       |
| 15 | Italia (bandiera)  | C     | Massimo Loviso      |
| 16 | Italia (bandiera)  | D     | Giacomo Magliozzi   |
| 17 | Italia (bandiera)  | D     | Bartolomeo Lo Bello |
| 17 | Italia (bandiera)  | C     | Matteo Calamai      |
| 18 | Italia (bandiera)  | C     | Domenico Parisi     |

| N. |                      | Ruolo | Calciatore               |
| -- | -------------------- | ----- | ------------------------ |
| 19 | Albania (bandiera)   | A     | Erik Troqe               |
| 20 | Italia (bandiera)    | C     | Michele Boldrini         |
| 20 | Ghana (bandiera)     | C     | Francis Obeng            |
| 20 | Italia (bandiera)    | C     | Edoardo Duca             |
| 21 | Italia (bandiera)    | A     | Andrea Falanelli         |
| 22 | Italia (bandiera)    | P     | Giovanni Bianculli       |
| 23 | Italia (bandiera)    | A     | Pierluigi Baldazzi       |
| 24 | Italia (bandiera)    | D     | Stefano Berni            |
| 25 | Italia (bandiera)    | C     | Simone Massaroni         |
| 25 | Italia (bandiera)    | C     | Tommaso Spaviero         |
| 26 | Italia (bandiera)    | C     | Alessandro Cattani       |
| 26 | Italia (bandiera)    | C     | Francesco Di Giorno      |
| 27 | Albania (bandiera)   | C     | Orlando Ndoj             |
| 28 | Italia (bandiera)    | A     | Antonio Montella         |
| 29 | Italia (bandiera)    | C     | Pietro Messori           |
| 30 | Italia (bandiera)    | D     | Antonio Gerace           |
| 31 | Italia (bandiera)    | A     | Angelo Capasso           |
| 32 | Argentina (bandiera) | A     | Gustavo Ferretti         |
| 50 | Italia (bandiera)    | D     | Armando Perna (capitano) |

## Risultati

### Serie D

#### Girone di andata
| Arbitro: | Nana Tchato (Aprilia) |

|            |           |  |
| Dierna 51’ | Marcatori |  |

| Arbitro: | Cavaliere (Paola) |

|  |           |              |
|  | Marcatori | 90+2’ Parisi |

| Arbitro: | Mulas (Sassari) |

|                           |           |               |
| Baldazzi 44’ Ferrario 61’ | Marcatori | 40’ Cornaggia |

| Arbitro: | Pascariello (Lecce) |

|              |           |               |
| Mezzetti 66’ | Marcatori | 76’ Sansovini |

| Arbitro: | Cherchi (Carbonia) |

|              |           |  |
| Ferrario 23’ | Marcatori |  |

| Arbitro: | Virgilio (Trapani) |

|  |           |                                         |
|  | Marcatori | 39’, 43’, 61’, 80’ Rabiu 90+4’ Baldazzi |

| Arbitro: | Arena (Torre del Greco) |

|                                                   |           |                                    |
| Dierna 33’ Pettarin 41’ Baldazzi 69’ Ferrario 76’ | Marcatori | 4’ (aut.) Dierna 39’ (rig.) Pagano |

| Arbitro: | Galipò (Firenze) |

|              |           |                        |
| Barzotti 31’ | Marcatori | 8’ Lauria 58’ Montella |

| Arbitro: | Giaccaglia (Jesi) |

|                     |           |                                                   |
| Ferrario 84’ (rig.) | Marcatori | 10’ (rig.) Bigotto 13’, 46’ Anastasia 90+4’ Marra |

| Arbitro: | Campagnolo (Bassano del Grappa) |

|           |           |                         |
| Caidi 13’ | Marcatori | 44’ Ferrario 67’ Loviso |

| Arbitro: | Di Giovanni (Caserta) |

|                                           |           |              |
| Ferretti 3’, 13’ O. Ndoj 84’ Baldazzi 90’ | Marcatori | Serafini 89’ |

| Arbitro: | Centi (Viterbo) |

|          |           |              |
| Duca 14’ | Marcatori | 44’ Montella |

| Arbitro: | Di Marco (Ciampino) |

|              |           |  |
| Ferrario 66’ | Marcatori |  |

| Arbitro: | Nicolini (Brescia) |

|                          |           |                          |
| Barranca 21’ Girotti 30’ | Marcatori | 28’ Loviso 46’ Sansovini |

| Arbitro: | Morabito (Taurianova) |

|             |           |              |
| Ferrari 46’ | Marcatori | 11’ Montella |

| Arbitro: | Bertini (Lucca) |

|                           |           |           |
| Ferrario 15’ Baldazzi 71’ | Marcatori | 89’ Piras |

| Milano Marittima 23 dicembre 2018, ore 14:30 CET 17ª giornata | San Marino          | 0 – 0 referto | Modena | Stadio Germano Todoli\| Arbitro: \| Bianchini (Perugia) \| |
| Arbitro:                                                      | Bianchini (Perugia) |               |        |                                                            |

#### Girone di ritorno
| Arbitro: | Scatena (Avezzano) |

|                               |           |  |
| Rantier 37’, 68’ Carrozza 71’ | Marcatori |  |

| Arbitro: | Zucchetti (Foligno) |

|                            |           |                         |
| Ferrario 24’ (90+4), rig.’ | Marcatori | 37’ Bernasconi 63’ Roma |

| Arbitro: | Piazzini (Prato) |

|  |           |                   |
|  | Marcatori | 53’, 70’ Ferrario |

| Arbitro: | Virgilio (Trapani) |

|                                         |           |  |
| Sansovini 60’ Ferrario 85’ Ferretti 91’ | Marcatori |  |

| Arbitro: | Scarpa (Collegno) |

|                 |           |                           |
| Sanè 52’, 90+6’ | Marcatori | 49’ Montella 82’ Ferrario |

| Arbitro: | Catanoso (Reggio Calabria) |

|                            |           |  |
| Ferrario 12’ Sansovini 41’ | Marcatori |  |

| Arbitro: | Frascaro (Firenze) |

|           |           |               |
| Ganci 23’ | Marcatori | 37’ Sansovini |

| Arbitro: | Di Marco (Ciampino) |

|                                                   |           |  |
| Spaviero 6’, 73’ Zanoni 46’ (aut.) Ferrario 90+1’ | Marcatori |  |

| Arbitro: | Galipò (Firenze) |

|  |           |                            |
|  | Marcatori | 59’ Duca 72’, 86’ Ferrario |

| Arbitro: | Crezzini (Siena) |

|  |           |             |
|  | Marcatori | 68’ Venturi |

| Arbitro: | Cherchi (Carbonia) |

|                    |           |                    |
| Triglia 34’ (rig.) | Marcatori | 41’ (rig.) Letizia |

| Arbitro: | Rinaldi (Messina) |

|                         |           |  |
| Baldazzi 15’ Loviso 18’ | Marcatori |  |

| Reggio Emilia 7 aprile 2019, ore 15:00 CEST 30ª giornata | Reggio Audace  | 0 – 0 referto | Modena | Mapei Stadium (10 486 spett.)\| Arbitro: \| Caldera (Como) \| |
| Arbitro:                                                 | Caldera (Como) |               |        |                                                               |

| Arbitro: | Bertini (Lucca) |

|                              |           |  |
| Ferrario 50’, 88’ Dierna 62’ | Marcatori |  |

| Arbitro: | Vergaro (Bari) |

|              |           |  |
| Montella 56’ | Marcatori |  |

| Arbitro: | Giaccaglia (Jesi) |

|              |           |                       |
| Bortoluz 40’ | Marcatori | 7’ Rabiu 38’ Ferrario |

| Arbitro: | Di Marco (Ciampino) |

|              |           |  |
| Baldazzi 47’ | Marcatori |  |

#### Spareggio per il 1º posto
| Arbitro: | Emmanuele (Pisa) |

|                     |           |                         |
| Bortoluz 20’ (aut.) | Marcatori | 14’ Morello 40’ Franchi |

#### Play-off
| Arbitro: | Cavaliere (Paola) |

|                                  |           |                           |
| Ferrario 48’ Sansovini 77’, 101’ | Marcatori | 6’ Rivi 20’ (aut.) Matera |

| Arbitro: | Galipò (Firenze) |

|                                             |           |             |
| Ferrario 23’ 64’ Sansovini 50’ Baldazzi 94’ | Marcatori | 84’ Zamparo |

### Coppa Italia Serie D
| Arbitro: | A. Bianchini (Perugia) |

|          |           |  |
| Sala 26’ | Marcatori |  |

## Statistiche

### Statistiche di squadra
Statistiche aggiornate al 1º luglio 2018
| Competizione              | Punti | In casa | In casa | In casa | In casa | In casa | In casa | In trasferta | In trasferta | In trasferta | In trasferta | In trasferta | In trasferta | Totale | Totale | Totale | Totale | Totale | Totale | D.R. |
| Competizione              | Punti | G       | V       | N       | P       | Gf      | Gs      | G            | V            | N            | P            | Gf           | Gs           | G      | V      | N      | P      | Gf     | Gs     | D.R. |
| ------------------------- | ----- | ------- | ------- | ------- | ------- | ------- | ------- | ------------ | ------------ | ------------ | ------------ | ------------ | ------------ | ------ | ------ | ------ | ------ | ------ | ------ | ---- |
| Serie D                   | 73    | 17      | 14      | 1       | 2       | 34      | 12      | 17           | 7            | 9            | 1            | 26           | 15           | 34     | 21     | 10     | 3      | 60     | 27     | +33  |
| Spareggio per il 1º posto |       | 0       | 0       | 0       | 0       | 0       | 0       | 0            | 0            | 0            | 0            | 0            | 0            | 1      | 0      | 0      | 1      | 1      | 2      | -1   |
| Play-off                  |       | 2       | 2       | 0       | 0       | 7       | 3       | 0            | 0            | 0            | 0            | 0            | 0            | 2      | 2      | 0      | 0      | 7      | 3      | +4   |
| Coppa Italia Serie D      |       | 0       | 0       | 0       | 0       | 0       | 0       | 1            | 0            | 0            | 1            | 0            | 1            | 1      | 0      | 0      | 1      | 0      | 1      | -1   |
| Totale                    | 73    | 19      | 16      | 1       | 2       | 41      | 15      | 18           | 7            | 9            | 2            | 26           | 16           | 38     | 23     | 10     | 5      | 68     | 33     | +35  |

### Andamento in campionato
| Giornata  | 1 | 2 | 3 | 4 | 5 | 6 | 7 | 8 | 9 | 10 | 11 | 12 | 13 | 14 | 15 | 16 | 17 | 18 | 19 | 20 | 21 | 22 | 23 | 24 | 25 | 26 | 27 | 28 | 29 | 30 | 31 | 32 | 33 | 34 |
| --------- | - | - | - | - | - | - | - | - | - | -- | -- | -- | -- | -- | -- | -- | -- | -- | -- | -- | -- | -- | -- | -- | -- | -- | -- | -- | -- | -- | -- | -- | -- | -- |
| Luogo     | C | T | C | T | C | T | C | T | C | T  | C  | T  | C  | T  | T  | C  | T  | T  | C  | T  | C  | T  | C  | T  | C  | T  | C  | T  | C  | T  | C  | C  | T  | C  |
| Risultato | V | V | V | N | V | V | V | V | P | V  | V  | N  | V  | N  | N  | V  | N  | P  | N  | V  | V  | N  | V  | N  | V  | V  | P  | N  | V  | N  | V  | V  | V  | V  |
| Posizione | 1 | 1 | 1 | 1 | 1 | 1 | 1 | 1 | 1 | 1  | 1  | 1  | 1  | 1  | 1  | 1  | 1  | 2  | 2  | 2  | 2  | 2  | 2  | 2  | 2  | 2  | 2  | 2  | 2  | 2  | 2  | 2  | 1  | 1  |

Legenda:

Luogo: C = Casa; T = Trasferta. Risultato: V = Vittoria; N = Pareggio; P = Sconfitta.

### Statistiche dei giocatori
Aggiornato al 15/04/19
| Giocatore       | Serie D  | Serie D | Serie D     | Serie D    | spareggio | spareggio | spareggio   | spareggio  | Play off | Play off | Play off    | Play off   | Coppa Italia Serie D | Coppa Italia Serie D | Coppa Italia Serie D | Coppa Italia Serie D | Totale   | Totale | Totale      | Totale     |
| Giocatore       | Presenze | Reti    | Ammonizioni | Espulsioni | Presenze  | Reti      | Ammonizioni | Espulsioni | Presenze | Reti     | Ammonizioni | Espulsioni | Presenze             | Reti                 | Ammonizioni          | Espulsioni           | Presenze | Reti   | Ammonizioni | Espulsioni |
| --------------- | -------- | ------- | ----------- | ---------- | --------- | --------- | ----------- | ---------- | -------- | -------- | ----------- | ---------- | -------------------- | -------------------- | -------------------- | -------------------- | -------- | ------ | ----------- | ---------- |
| G. Bianculli    | 0        | 0       | 0           | 0          | 0         | 0         | 0           | 0          | 0        | 0        | 0           | 0          | 0                    | 0                    | 0                    | 0                    | 0        | 0      | 0           | 0          |
| F. Dieye        | 19       | -21     | 0           | 0          | 0         | 0         | 0           | 0          | 0        | 0        | 0           | 0          | 0                    | 0                    | 0                    | 0                    | 19       | -21    | 0           | 0          |
| M. Piras        | 15       | -6      | 1           | 0          | 1         | -2        | 0           | 0          | 2        | -3       | 0           | 0          | 1                    | -1                   | 0                    | 0                    | 19       | -12    | 1           | 0          |
| S. Berni        | 11       | 0       | 2           | 0          | 0         | 0         | 0           | 0          | 2        | 0        | 0           | 0          | 1                    | 0                    | 0                    | 0                    | 14       | 0      | 2           | 0          |
| D. Cortinovis   | 13       | 0       | 3           | 1          | 1         | 0         | 1           | 0          | 0        | 0        | 0           | 0          | 0                    | 0                    | 0                    | 0                    | 14       | 0      | 4           | 1          |
| E. Dierna       | 27       | 3       | 10          | 1          | 0         | 0         | 0           | 0          | 1        | 0        | 0           | 0          | 0                    | 0                    | 0                    | 0                    | 28       | 3      | 10          | 1          |
| A. Gerace       | 2        | 0       | 1           | 0          | 0         | 0         | 0           | 0          | 0        | 0        | 0           | 0          | 1                    | 0                    | 0                    | 0                    | 3        | 0      | 1           | 0          |
| S. Gozzi        | 21       | 0       | 6           | 0          | 1         | 0         | 1           | 0          | 0        | 0        | 0           | 0          | 0                    | 0                    | 0                    | 0                    | 22       | 0      | 7           | 0          |
| B. Lo Bello     | 0        | 0       | 0           | 0          | 0         | 0         | 0           | 0          | 0        | 0        | 0           | 0          | 1                    | 0                    | 0                    | 0                    | 1        | 0      | 0           | 0          |
| G. Magliozzi    | 4        | 0       | 0           | 0          | 0         | 0         | 0           | 0          | 1        | 0        | 0           | 0          | 0                    | 0                    | 0                    | 0                    | 5        | 0      | 0           | 0          |
| S. Massaroni    | 0        | 0       | 0           | 0          | 0         | 0         | 0           | 0          | 0        | 0        | 0           | 0          | 0                    | 0                    | 0                    | 0                    | 0        | 0      | 0           | 0          |
| O. Ndoj         | 26       | 1       | 2           | 0          | 0         | 0         | 0           | 0          | 0        | 0        | 0           | 0          | 1                    | 0                    | 0                    | 0                    | 27       | 1      | 2           | 0          |
| A. Perna        | 31       | 0       | 5           | 1          | 1         | 0         | 0           | 0          | 2        | 0        | 0           | 0          | 1                    | 0                    | 1                    | 0                    | 35       | 0      | 6           | 1          |
| R. Pettinà      | 0        | 0       | 0           | 0          | 0         | 0         | 0           | 0          | 0        | 0        | 0           | 0          | 0                    | 0                    | 0                    | 0                    | 0        | 0      | 0           | 0          |
| E. Zanoni       | 26       | 0       | 3           | 0          | 0         | 0         | 0           | 0          | 2        | 0        | 1           | 0          | 1                    | 0                    | 0                    | 0                    | 29       | 0      | 4           | 0          |
| F. Bellini      | 17       | 0       | 2           | 0          | 1         | 0         | 0           | 0          | 2        | 0        | 1           | 0          | 1                    | 0                    | 0                    | 0                    | 21       | 0      | 3           | 0          |
| A. Boscolo Papo | 26       | 0       | 3           | 0          | 0         | 0         | 0           | 0          | 2        | 0        | 0           | 0          | 1                    | 0                    | 1                    | 0                    | 29       | 0      | 4           | 0          |
| A. Falanelli    | 4        | 0       | 2           | 1          | 0         | 0         | 0           | 0          | 0        | 0        | 0           | 0          | 1                    | 0                    | 0                    | 0                    | 5        | 0      | 2           | 1          |
| P. Messori      | 22       | 0       | 4           | 0          | 0         | 0         | 0           | 0          | 1        | 0        | 1           | 0          | 0                    | 0                    | 0                    | 0                    | 23       | 0      | 5           | 0          |
| F. Obeng        | 3        | 0       | 0           | 0          | 0         | 0         | 0           | 0          | 0        | 0        | 0           | 0          | 0                    | 0                    | 0                    | 0                    | 3        | 0      | 0           | 0          |
| D. Parisi       | 4        | 1       | 1           | 0          | 0         | 0         | 0           | 0          | 0        | 0        | 0           | 0          | 0                    | 0                    | 0                    | 0                    | 4        | 1      | 1           | 0          |
| G. Pettarin     | 23       | 1       | 8           | 0          | 1         | 0         | 0           | 0          | 2        | 0        | 0           | 0          | 1                    | 0                    | 0                    | 0                    | 27       | 1      | 8           | 0          |
| P. Baldazzi     | 27       | 7       | 4           | 0          | 1         | 0         | 0           | 0          | 1        | 1        | 0           | 0          | 1                    | 0                    | 0                    | 0                    | 30       | 8      | 4           | 0          |
| C. Ferrario     | 31       | 23      | 2           | 0          | 1         | 0         | 0           | 0          | 2        | 3        | 0           | 0          | 0                    | 0                    | 0                    | 0                    | 34       | 26     | 2           | 0          |
| G. Ferretti     | 21       | 3       | 5           | 0          | 0         | 0         | 0           | 0          | 1        | 0        | 0           | 0          | 1                    | 0                    | 1                    | 0                    | 23       | 3      | 6           | 0          |
| F. Lauria       | 8        | 1       | 0           | 0          | 0         | 0         | 0           | 0          | 0        | 0        | 0           | 0          | 1                    | 0                    | 0                    | 0                    | 9        | 1      | 0           | 0          |
| A. Montella     | 30       | 5       | 3           | 1          | 1         | 0         | 0           | 0          | 2        | 0        | 0           | 0          | 0                    | 0                    | 0                    | 0                    | 33       | 5      | 3           | 1          |
| E. Troqe        | 0        | 0       | 0           | 0          | 0         | 0         | 0           | 0          | 0        | 0        | 0           | 0          | 0                    | 0                    | 0                    | 0                    | 0        | 0      | 0           | 0          |
| M. Sansovini    | 30       | 5       | 2           | 1          | 1         | 0         | 0           | 0          | 2        | 3        | 2           | 0          | 0                    | 0                    | 0                    | 0                    | 33       | 8      | 4           | 1          |
| A. Cattani      | 0        | 0       | 0           | 0          | 0         | 0         | 0           | 0          | 0        | 0        | 0           | 0          | 0                    | 0                    | 0                    | 0                    | 0        | 0      | 0           | 0          |
| M. Loviso       | 23       | 3       | 5           | 0          | 1         | 0         | 1           | 0          | 1        | 0        | 0           | 0          | 0                    | 0                    | 0                    | 0                    | 25       | 3      | 6           | 0          |
| E. Duca         | 11       | 1       | 1           | 0          | 1         | 0         | 1           | 0          | 2        | 0        | 1           | 0          | 0                    | 0                    | 0                    | 0                    | 14       | 1      | 3           | 0          |
| M. Calamai      | 9        | 0       | 1           | 0          | 1         | 0         | 0           | 0          | 1        | 0        | 0           | 0          | 0                    | 0                    | 0                    | 0                    | 11       | 0      | 1           | 0          |
| A. Letizia      | 7        | 1       | 0           | 0          | 1         | 0         | 0           | 0          | 0        | 0        | 0           | 0          | 0                    | 0                    | 0                    | 0                    | 8        | 1      | 0           | 0          |
| T. Spaviero     | 9        | 2       | 0           | 0          | 1         | 0         | 0           | 0          | 0        | 0        | 0           | 0          | 0                    | 0                    | 0                    | 0                    | 10       | 2      | 0           | 0          |
| F. Di Giorno    | 0        | 0       | 0           | 0          | 0         | 0         | 0           | 0          | 0        | 0        | 0           | 0          | 0                    | 0                    | 0                    | 0                    | 0        | 0      | 0           | 0          |
| R. Rabiu        | 21       | 2       | 4           | 0          | 1         | 0         | 0           | 0          | 2        | 0        | 0           | 0          | 0                    | 0                    | 0                    | 0                    | 24       | 2      | 4           | 0          |

## Giovanili

### Organigramma
Area tecnica
- Juniores
  - Allenatore: Roberto Malverti
- Under-17
  - Allenatore: Andrea Parenti
- Under-16
  - Allenatore:
- Under-15
  - Allenatore: Massimo Pellegrini
- Under-14
  - Allenatori:

### Piazzamenti
- Juniores:
  - Campionato: Primo turno fasi nazionali
  - Torneo Città di Vignola: ottavi di finale
- Under-17:
  - Campionato:
- Under-16:
  - Campionato:
- Under-15:
  - Campionato: campioni
  - Memorial Claudio Sassi: vincitori